# Álvaro Penteado Crósta

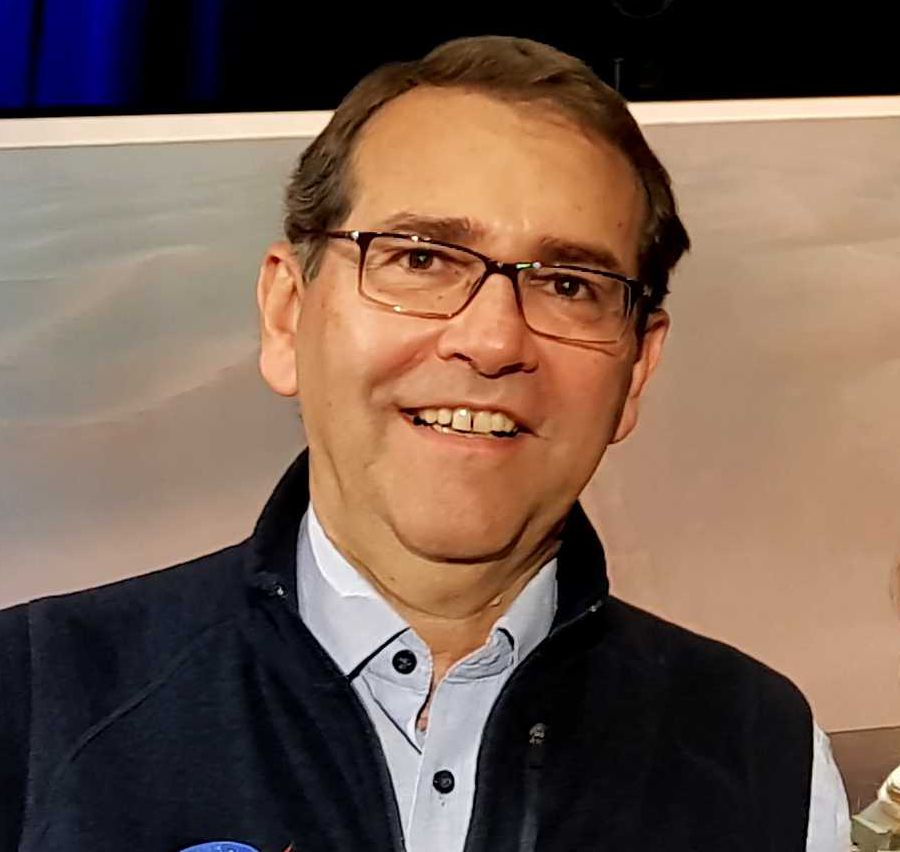

Alvaro Penteado Crósta é um geólogo brasileiro, especializado em sensoriamento remoto e exploração mineral. Ele é uma autoridade em estruturas de impacto do Brasil e da América do Sul em geral, e também conhecido pela Técnica Crosta, usada na exploração mineral para detectar evidências de mineralização de metais básicos e preciosos por meio de imagens de sensoriamento remoto multiespectral e hiperspectral.
Crósta graduou-se em Geologia pela Universidade de São Paulo em 1977, fez mestrado pelo Instituto Nacional de Pesquisas Espaciais (INPE) em 1982 e doutorado no Imperial College London em 1990. Em 1995-1996, foi um pesquisador visitante no Desert Research Institute da University of Nevada em Reno. Em 2010, atuou como cientista visitante no Museu de História Natural de Berlim, Alemanha, e na Universidade de Viena, Áustria. Em 2018 foi um pesquisador visitante na Universidad de los Andes, Bogotá, Colômbia e em 2018/2019, e cientista visitante no Laboratório de Propulsão a Jato, NASA / Caltech, Pasadena, CA, EUA.
Desde 2005 é Professor Titular do Instituto de Geociências da Universidade Estadual de Campinas (UNICAMP). Foi Diretor do Instituto de 2005 a 2010 e Vice-Reitor da UNICAMP de 2013 a 2017.  É Membro Titular da Academia Brasileira de Ciências e Membro Titular da Academia de Ciências do Estado de São Paulo .

## Publicações selecionadas
- 1981 - Feições de Metamorfismo de Impacto no Domo de Araguainha, Revista Brasileira de Geociências, São Paulo, Brasil.
- 1992 - Processamento Digital de Imagens de Sensoriamento Remoto, Campinas: IG / Unicamp
- 2006 - Caracterização das alterações superficiais no distrito epitérmico de Los Menucos, Patagônia, Argentina, usando espectrometria infravermelha de ondas curtas e imagens multiespectrais ASTER . Geologia Econômica. Sociedade de Geologia Econômica.
- 2009 - Sensoriamento Remoto e Geologia Espectral. Littleton, CO: Society of Economic Geologists.
- 2010 - A primeira descrição e confirmação da estrutura de impacto de Vista Alegre nos basaltos de inundação do Paraná no sul do Brasil. Meteoritics and Planetary Science, Wiley.
- 2011 - Estrutura da Colônia, São Paulo, Brasil. Meteoritics and Planetary Science, Wiley.
- 2011 - A complexa estrutura de impacto Serra da Cangalha, Estado do Tocantins, Brasil . Meteoritics and Planetary Science, Wiley.
- 2012 - Geologia e características de impacto do Vargeão Dome, sul do Brasil. Meteoritics and Planetary Science, Wiley.
- 2013 - Geologia e características de impacto da estrutura do Riachão, norte do Brasil. Meteoritics and Planetary Science, Wiley.
- 2014 - Cones de estilhaçamento e feições planas de deformação confirmam o Santa Marta no estado do Piauí, Brasil, como uma estrutura de impacto. Meteoritics and Planetary Science, Wiley.
- 2015 - [Desvendando a mineralogia hidrotermal do prospecto de ouro Chapi Chiara, Peru, | Desvendando a mineralogia hidrotérmica do prospecto de ouro Chapi Chiara, Peru ,] por meio de espectroscopia de refletância, dados geoquímicos e petrográficos. Revisões da geologia do minério.
- 2018 - Crateras de impacto: O recorde da América do Sul - Partes 1 e 2. Geoquímica (Chemie der Erde). Elsevier.
- 2019 - Ligando texturas de choque reveladas por BSE, CL e EBSD com dados U-Pb (LA-ICP-MS e SIMS) do zircão da estrutura de impacto de Araguainha, Brasil. Meteoritics and Planetary Science, Wiley.
- 2019 - Choque deformação confirma a origem do impacto para a estrutura do Cerro do Jarau, Rio Grande do Sul, Brasil . Meteoritics and Planetary Science, Wiley.
- 2020 - Caracterização petrográfica de camadas de esférulas de impacto arqueanas de Fairview Gold Mine, norte de Barberton Greenstone Belt, África do Sul. Journal of African Earth Sciences. Elsevier.